# Völsa þáttr
Le Völsa þáttr (« Dit de Völsi ») est un þáttr conservé dans le Flateyjarbók, où il fait partie de l’Ólafs saga hins helga hin mesta. Il a sans doute été composé au XIVe siècle. L'un des þættir évoquant la conversion de la Scandinavie au christianisme, le Völsa þáttr rapporte la persistance d'un culte phallique dans une région reculée de la Norvège et l'intervention du roi Óláfr Haraldsson, le futur saint Óláfr, pour y mettre un terme.

## Récit
Un couple de fermiers (bóndi) vivait en Norvège, avec leur fils, leur fille et deux esclaves. Leur cheval mourut, et ils le préparèrent pour le manger, selon la coutume païenne. L'esclave coupa le pénis (vingull) pour le jeter, mais le fils du fermier s'en empara et le montra à l'esclave de la maison en lui disant que l'objet ne resterait pas inerte entre ses jambes. L'esclave rigole. La fille de la maison lui demanda de se débarrasser de "l'objet dégoutant", mais sa mère répond qu'une chose aussi utile ne devrait pas être jetée. Elle le prit et le déposa dans un linge, avec de l’oignon et des herbes pour le conserver dans une boite.
Chaque soir, en automne, elle sortait Völsi de son coffre et le vénérait. Elle demanda à la maisonnée de participer à cette vénération. Elle entonna un chant puis donna Völsi à son mari qui fit de même, ainsi que toute la maisonnée, chacun à son tour. Le pénis grossit au point de pouvoir tenir debout à ses côtés. Tous les soirs, il passait de main en main et chacun devait à son tour réciter une strophe incantatoire.
Le roi Óláfr en entendit parler et se rendit à la ferme, accompagné de Finn Arnesson et de Þormóðr Kolbrúnarskáld. Ils arrivèrent incognito, vêtus d'un manteau gris pour cacher leur identité et prétendirent tous les trois se nommer Grímr.   Au moment du repas, la fermière apporta Völsi et récita une strophe s'achevant par : « Que mörnir accepte ce sacrifice » (Þiggi mörnir þetta blæti). Chaque membre de la maisonnée en fit autant, certains avec réticence, d'autres avec obscénité. Leurs hôtes les imitèrent, mais le roi termina sa strophe en jetant le phallus au chien, qui s'en empara, au grand désespoir de la maîtresse de maison. 
Óláfr quitta ensuite son déguisement, et convertit au christianisme tout le foyer.
Le "Vǫlsa þáttr" a lieu en 1029, quand la Scandinavie et l'Islande étaient toujours partiellement païennes. Il mentionne aussi un autre rituel où deux hommes soulèvent la maîtresse de maison pardessus le seuil de la porte pour l'aider à voir le monde féérique. Ce rituel est aussi relaté par Ahmad ibn Fadlan, qui l'observe (témoignage de première main) lors d'un rituel funéraire scandinave,.

## Interprétations

### Un culte de la fertilité

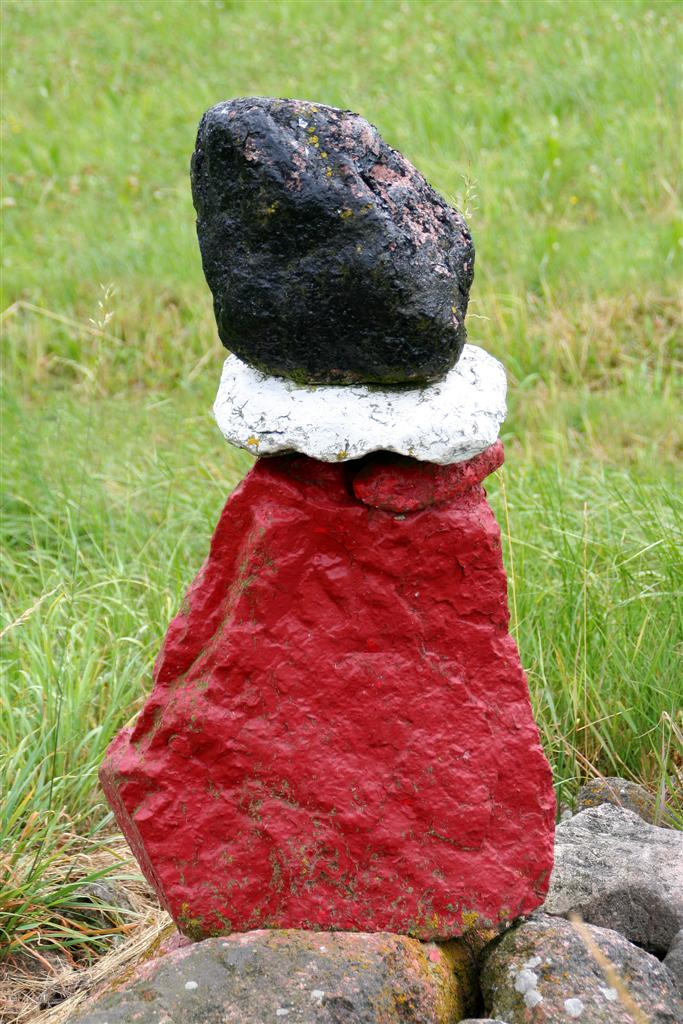
Rödsten, pierres dressées en forme phallique, Grebo, Östergötland, Suède.

Plusieurs chercheurs rapprochent le Völsa þáttr du rite de l'Ashvamedha « sacrifice d'un cheval », l'un des plus importants rituels traditionnels dans la religion védique qui relie sacrifice du cheval et royauté,.
De nombreux chercheurs estiment que le Völsa þáttr témoigne d'un ancien culte de la fertilité, et se sont notamment interrogés sur la signification de Mörnir. Folke Ström, constatant que le mot Mörn (féminin singulier) était utilisé en poésie scaldique comme synonyme de géante, et notamment de Skaði, épouse du dieu de la fertilité Njörðr, en a déduit que les Mörnir (féminin pluriel) seraient en conséquence des déesses de la fertilité, comparables aux dises.
E.O.G. Turville-Petre, qui juge cette interprétation peu recevable sur un plan philologique, retient quant à lui que Mörnir est aussi attesté comme le nom d'une épée dérivé, selon lui, du verbe merja (« écraser »). Il rapproche ce nom de beytill, autre terme employé dans le þáttr pour désigner le pénis et qui pourrait provenir de bauta (« battre »), pour conclure que vingull, beytill, Völsi et Mörnir, désignent tous le phallus, qui est le symbole de Freyr, dieu représenté dans le temple d'Uppsala cum ingenti priapo (« avec un énorme phallus ») selon le témoignage d'Adam de Brême dans la Gesta Hammaburgensis ecclesiae pontificum .
Selon Régis Boyer, un culte phallique aurait existé en Scandinavie. Outre la représentation de Freyr chez Adam de Brême, en attesteraient les pierres nommées Rödsten, à Grebo, dans l'Östergötland ou un passage de la Morkinskinna (19) dans lequel le roi Magnús le Bon accuse le père du roi Haraldr l'Impitoyable d'avoir érigé un enclos autour d'un phallus de cheval. Le Völsa þáttr témoignerait en conséquence de « pratiques rituelles fort anciennes ». Boyer souligne aussi le caractère sacré du cheval, que de nombreuses sources confirment, et son association avec Freyr, illustrée par exemple par la Hrafnkels saga Freysgoða.

### Une invention tardive
Selon Klaus Düwel, le récit, comme les noms Völsi et Mörnir, n'auraient pas de caractère historique et seraient une invention tardive, datant du XIIIe ou XIVe siècle.